# Regnum Christi
El Regnum Christi es un movimiento eclesial internacional perteneciente a la Iglesia católica. Está conformada jurídicamente por la Congregación de los Legionarios de Cristo, la Sociedad de Vida Apostólica Consagradas del Regnum Christi y la Sociedad de Vida Apostólica Laicos Consagrados del Regnum Christi . A esta realidad se asocian fieles laicos, obispos y sacerdotes diocesanos de diversos países.

## Historia
El nacimiento de la Congregación Religiosa de los Legionarios de Cristo en la década de 1940 instó a la creación de grupos organizados de laicos que deseaban vivir el Evangelio "en el mundo sin ser del mundo". El texto de las Constituciones de los Legionarios de 1948 era todavía más explícito: «la finalidad específica del instituto es la creación de organizaciones especiales de laicos que colaboren incondicionalmente en la instauración del reino de Cristo según las exigencias de la justicia y la verdad cristianas». Indicaba también que la tarea de estas organizaciones era trabajar para que «no solo los hombres profesen un cristianismo íntegro, sino que la misma sociedad se rija y se comporte cristianamente».
En los años 50, los Legionarios de Cristo pensaban en este proyecto como una «segunda Legión», pero era demasiado pronto para poder poner esa idea en práctica. Al inicio de los años 60, la Legión de Cristo ya había abierto algunos colegios y esto permitía intensificar el trabajo con los seglares. A este propósito, en marzo de 1963 se inauguró en la Ciudad de México el Centro Cultural Interamericano y simultáneamente nacieron algunos grupos de estudiantes con diversas denominaciones: Milites Christi, Cruzados de Cristo Rey, Grupos Perficit, en los cuales se discutía y se asimilaba el contenido del mensaje evangélico. Pero estos grupos no siguieron adelante y se disolvieron. Sin embargo, todavía en 1963, fue elegido el nombre definitivo de la nueva organización laical. Usando probablemente una expresión del texto original de las Constituciones de la Legión, escritas en latín, sería llamada Regnum Christi. En los años siguientes, la Congregación perseveró en el intento y comenzó a desarrollar una acción más organizada entre los laicos.

## Primeras incorporaciones en 1968
En 1965 una pequeña comunidad legionaria se instaló en Madrid. Tres años de trabajo continuo entre jóvenes de la capital española llevaron a la primera incorporación al Regnum Christi. Esta incorporación tuvo lugar en la Catedral basílica de Nuestra Señora del Pilar en Zaragoza, el 3 de enero de 1968. Una sencilla narración del evento se encuentra en la revista Forja, de mayo de 1969. En ella, los jóvenes de Madrid recogieron su experiencia:
«Como sabéis Zaragoza es el centro de toda peregrinación mariana en España; y hacia allí fuimos unos cuantos muchachos a exponer ante Ella nuestros deseos de ser fieles a la causa de Su hijo. Nuestra presentación ante la Virgen la hizo el P. Alfredo en un acto muy emotivo para nosotros, después de una Misa celebrada en el altar de la Pilarica, como cariñosamente llaman los maños a su Virgen. El viaje de ida y sobre todo el de vuelta a Madrid después de haber cumplido nuestro propósito, estuvo presidido por una gran alegría. ¡Nunca falta esta invitada de honor en nuestros actos en común!».
Este fue el primer testimonio escrito por los miembros del Movimiento Regnum Christi. Algunos meses después de la primera incorporación, aquel grupo de jóvenes fue a Roma y, entre otras actividades, participaron en un seminario de eclesiología titulado «Conoce la Iglesia». Este fue el primer curso de formación del Regnum Christi. En la citada revista Forja, aquellos jóvenes escribieron que su ideal era: «vivir y hacer vivir un cristianismo integral: (…) ¿Qué hacemos los jóvenes universitarios del Frente de Madrid? Ni más ni menos que eso: vivir en cristiano y cristianizar nuestro ambiente, con el testimonio de una vida iluminada y alentada en todo momento por la gracia de Dios».
Después de la incorporación de los jóvenes españoles, se produjo la primera incorporación de algunos jóvenes mexicanos en 1969. Por fin, la parte laical del Regnum Christi existía concretamente y de ser solo un proyecto, se había convertido en realidad.

## ElRegnum Christide 1968 a 2004
A finales de 1969 vio la luz el primer texto institucional, fruto principalmente de intensos cursos de formación realizados por religiosos Legionarios en México. Esta versión inicial del Manual del Regnum Christi indicaba que la naturaleza del nuevo sujeto eclesial era justo la de Movimiento y contenía sus principios básicos.
La estructura funcional se basaba en células, equipos, grupos y redes; la estructura interna, al contrario, estaba formada por simpatizantes y por miembros de primero, segundo y tercer grado. En diciembre de 1971 apareció una nueva versión del Manual, que ampliaba y sistematizaba la versión de 1969. Detallaba la definición, la estructura, el espíritu y las líneas fundamentales del Regnum Christi. También individuaba las principales acciones apostólicas que este realizaría. Además se describen todas las actividades propias dirigidas a la formación de los miembros. Estas actividades son: círculos de estudio, Encuentros con Cristo, jornadas de renovación y retiros. Mientras tanto, en 1971, la comunidad de los Legionarios de Cristo de Roma tuvo un importante seminario que produjo el Vocabulario del Regnum Christi. Con este texto se profundizaron los aspectos disciplinares, doctrinales y metodológicos del Movimiento. Internamente la organización fue confiada a unos estatutos privados, cuya primera redacción es de 1979.

### Década de los 80′
Los Estatutos regulaban las condiciones de admisión y el ejercicio de la autoridad: a la cabeza del Regnum Christi estaba un director general, término que a partir de 1980 fue utilizado también por los Legionarios para indicar a su superior general. El camino a seguir estaba trazado y el Regnum Christi podía crecer. Rápidamente se afirmó el carácter internacional del Movimiento y en 1976 había ya secciones activas en Irlanda, España, Italia, Estados Unidos y en México. Según los padres capitulares de la Legión de Cristo, en 1980 el Regnum Christi se presentaba como 
«un cuerpo orgánico, dinámico, compacto y bien estructurado que con su metodología a la vez flexible y bien definida, y con su sólida pedagogía, está llamado a crecer, multiplicarse y desarrollarse, como el grano evangélico, por el ancho campo del mundo y de la sociedad en una humanidad nueva, redimida por Cristo y plasmada según el mensaje del Evangelio». 
Además de crecer (en 1985 se contaban 11.122 miembros entre jóvenes, adultos y niños del ECyD), con el pasar de los años el Regnum Christi se había consolidado.
El 30 de marzo de 1985 colaboró por primera vez con el Pontificio Consejo para los Laicos, encargándose de realizar una vigilia penitencial en español en la Basílica de Santa María la Mayor de Roma. Esta vigilia fue presidida por el Card. Eduardo Pironio y se tuvo en vistas al I Encuentro mundial de la juventud con el papa Juan Pablo II. En la siguiente Audiencia General, el 3 de abril, el papa respondió al entusiasmo de los miembros del Movimiento presentes. Era la segunda vez que el pontífice saludaba directamente al Regnum Christi, ya que el 2 de enero del mismo año el papa había saludado públicamente a un grupo de consagradas. Durante su pontificado, frecuentemente san Juan Pablo II se dirigió a los legionarios y a los miembros del Movimiento con la expresión: «se ve, se siente, el Regnum Christi está presente». En los años posteriores, el Regnum Christi ha participado establemente con un representante suyo en el Foro de la Juventud que se tiene con ocasión de la misma Jornada Mundial de la Juventud. La maduración también implicó una actualización de los textos institucionales: en 1988 apareció una nueva versión de los Estatutos privados. En 1990 se actualizó también el Manual.

#### Década de los 90′
«La hora del Regnum Christi ha llegado»: con esta frase lapidaria, el Comunicado del Capítulo General de 1992 introdujo sus reflexiones sobre el Movimiento. Por otra parte, en 1998, la importancia de los nuevos movimientos nacidos durante el siglo XX en el seno de la Iglesia fue subrayada por el papa Juan Pablo II durante el Congreso mundial cuyo tema era: «Los movimientos eclesiales: comunión y misión en el umbral del Tercer Milenio». En el mensaje a los participantes, el Santo Padre escribió:
«¿Qué se entiende, hoy, por “movimiento”? El término se refiere con frecuencia a realidades diferentes entre sí, a veces, incluso por su configuración canónica. Si, por una parte, esta no puede ciertamente agotar ni fijar la riqueza de las formas suscitadas por la creatividad vivificante del Espíritu de Cristo, por otra indica una realidad eclesial concreta en la que participan principalmente laicos, un itinerario de fe y de testimonio cristiano que basa su método pedagógico en un carisma preciso». Y añade: «los movimientos pueden dar, de este modo, una valiosa contribución a la dinámica vital de la única Iglesia, fundada sobre Pedro, en las diversas situaciones locales, sobre todo en las regiones donde la implantatio Ecclesiae está aún en los inicios o afronta muchas dificultades».

#### Aprobación de los estatutos en 2004
Un ulterior paso importante para todo el Regnum Christi fue la aprobación de sus estatutos en 2004, acto realizado directamente por el papa Juan Pablo II y hecho público con un decreto firmado por el cardenal Franc Rodé, entonces prefecto de la Congregación para los Institutos de Vida Consagrada y las Sociedades de Vida Apostólica. Este documento afirma que «es bien conocido, de hecho, el trabajo que realizan los Legionarios de Cristo y los miembros del Movimiento de apostolado Regnum Christi en la construcción de la civilización de la justicia y el amor cristianos».

## Estatutos del Movimiento
El primer borrador de los estatutos del Regnum Christi fue escrito y promulgado en 1959. El 25 de noviembre de 2004, el Papa Juan Pablo II aprobó personalmente los Estatutos del Movimiento. Estos estatutos definen los objetivos, la espiritualidad, y la estructura del Regnum Christi. En una carta de noviembre de 2011, el cardenal Velasio De Paolis pidió a la vida consagrada en el Regnum Christi editar su conjunto básico de normas, estableció una pequeña comisión para revisarlos.

### Estatus canónico actual
La organización del Movimiento Regnum Christi estuvo a cargo de la Congregación de los Legionarios de Cristo desde sus comienzos en la década de 1950. En 2017, luego de la visita apostólica realizada por el Papa Francisco a esta realidad eclesial en la persona del cardenal Velasio de Paolis, fue necesario buscar una configuración canónica adecuada para integrar las tres realidades existentes en el Movimiento. De esta forma, luego de diversas propuestas, se decidió formar una Federación entre los Legionarios de Cristo, las Consagradas del Regnum Christi y los Laicos Consagrados del Regnum Christi. Además, a esta Federación, es permitido la asociación de laicos, obispos y sacerdotes diocesanos que así lo deseen y lo pidan por escrito.

### Miembros
- Congregación Religiosa de los Legionarios de Cristo
- Sociedad de Vida Apostólica Consagradas del Regnum Christi
- Sociedad de Vida Apostólica Laicos Consagrados del Regnum Christi
- Laicos
- Obispos y sacerdotes diocesanos

## Figura del fundador de la Legión de Cristo
El sacerdote Marcial Maciel figura como el fundador del Movimiento Regnum Christi. En 2006 Maciel fue investigado por la Santa Sede y suspendido del ministerio sacerdotal, en un principio a raíz de ciertas violaciones del celibato sacerdotal y tras las revelaciones públicas, más tarde confirmadas, sobre abuso sexual. Marcial Maciel murió el 30 de enero de 2008, a los 87 años de edad. Después de la muerte de Maciel el Papa Benedicto XVI ordenó una visita apostólica a la Legión de Cristo en 2009. El cardenal Velasio De Paolis fue delegado para llevar a cabo una visita al Regnum Christi. El 19 de octubre de 2012 el cardenal De Paolis publicó una carta de presentación con un resumen del carisma del Regnum Christi que había aprobado como documento de trabajo.

## Estadísticas
Al final del año 2020 el Regnum Christi cuenta con 22.909 miembros seglares, 511 consagradas, 56 laicos consagrados y 1.432 Legionarios de Cristo. Cuenta, además, con 10.468 miembros del ECYD.
| Tipo de miembro del Regnum Christi | 2005   | 2013   | 2019   | 2020   | Variación 2019-2020 |
| Miembros seglares no consagrados   | 21.627 | 21.758 | 23.531 | 22.909 | -3%                 |
| Consagradas                        | 540    | 625    | 515    | 511    | -2%                 |
| Laicos Consagrados                 | 62     | 63     | 59     | 56     | -5%                 |
| Legionarios de Cristo              | 1.582  | 1537   | 1.455  | 1.432  | -2%                 |
| Total de miembros                  | 23,811 | 23,884 | 25,568 | 24,908 | -3%                 |

## Labor apostólica
En diciembre de 2020 la labor educativa del Regnum Christi superó los 190.255 alumnos entre los cuales están comprendidos los 67.117 estudiantes en colegios asesorados por el Regnum Christi en todo el mundo; 18.643 alumnos de los colegios Mano Amiga.[cita requerida] Hay 20 colegios Mano Amiga en México, 3 en Chile, 2 en Venezuela, 2 en Colombia, 2 en Brasil, 1 en Filipinas y 1 en Argentina.

### Universidades eclesiásticas
En el ámbito de las universidades eclesiásticas son miembros:
- Ateneo Pontificio Regina Apostolorum con 579 alumnos.
- Pontificio Instituto Teológico Juan Pablo II para Matrimonio y Familia, con 566 alumnos.
- Seminario Interdiocesano e Instituto Teológico Maria Mater Ecclesiae en São Paulo, con 58 alumnos.
- Pontificio Colegio Internacional Maria Mater Ecclesiae con 82 seminaristas estudiantes en Roma.

### Parroquias y centros de peregrinaje
Durante el año 2020 se cuenta con un total de 42 parroquias confiadas a los Legionarios de Cristo, de las cuales 25 están en México (23 de ellas en la Diócesis de Cancún-Chetumal), ocho en Italia, tres en Europa Occidental, dos en Brasil, una en Argentina, tres en Norteamérica. Se trata de un servicio pastoral a cerca de 1.000.000 de personas.
- Magdala Center en Galilea que en 2020 recibió unos 22.733 peregrinos.
- Centro Notre Dame de Jerusalén que en 2020 recibió unos 15.374 peregrinos.